# 乌拉英可尔
乌拉英可尔是一个位于中国新疆维吾尔自治区和田地区的湖泊，面积约为1.5平方千米，属于蒙新高原区。它的一级流域为内流区诸河，二级流域为藏北内流区。